# Henrico Albicastro
Henrico Albicastro (ur. około 1660, zm. około 1730) – holenderski kompozytor i skrzypek pochodzenia bawarskiego.

## Życiorys
Albicastro nazywał się w rzeczywistości Johann Heinrich von Weissenburg i pochodził z Bieswang w centralnej Bawarii niedaleko Pappenheim (nazwisko Weissenburg odnosi się do nazwy wioski opodal Bieswang). Szwajcarscy muzykolodzy na podstawie Musicalisches Lexicon Johanna Gottfrieda Walthera z 1732, który pisze o nim jako o obywatelu szwajcarskim, starali się przez długi czas wykazać jego szwajcarski rodowód, co jednak nie było poparte żadnymi wiarygodnymi danymi. Możliwe zresztą, że urodził się w Bawarii, ale jego rodzina pochodziła ze Szwajcarii.
Niewiele wiadomo o wykształceniu muzycznym Albicastra. Według Walthera był znakomitym skrzypkiem. Pewne poszlaki wskazują, że mógł być uczniem Sebastiana Scherera (1631–1712), organisty i kapelmistrza w Ulm. Powszechnie jednak jest uważany za samouka.
W 1686 roku przybył do Lejdy w Holandii, gdzie w rejestrach tamtejszego uniwersytetu figuruje jako "Musicus Accademiae". Był przez jakiś czas odpowiedzialny za oprawę muzyczną oficjalnych ceremonii i uroczystości uniwersyteckich, jak np. inauguracja urzędowania nowego rektora. Tej funkcji jednak długo nie piastował. W roku 1690 na tej posadzie figuruje już François Koopman.
W latach dziewięćdziesiątych przybył do Niderlandów Hiszpańskich (dziś teren Belgii), gdzie najpewniej spędził kilka lat. W 1696 roku wydawca François van Heurck z Brugii opublikował dwanaście sonat triowych Albicastra, Il giardino armonico sacro-profano, oznaczone jako opus 3. Wcześniejsze dzieła z Brugii jak dotąd nie zostały odnalezione.
W latach 1701–1706 szereg dzieł Albicastra opublikował Estienne Roger, wydawca muzyczny z Amsterdamu. W przeciwieństwie do zbioru z roku 1696, były one wydane pod pseudonimem Albicastro (włosko-łaciński odpowiednik jego nazwiska: das weisse Burg - biały zamek). Kompozycje te mają wysoką wartość artystyczną i posiadają niezwykłą, nawet w porównaniu z twórczością włoskich mistrzów baroku, siłę dramatyczną.
W roku 1708 życie Albicastra uległo zasadniczej zmianie. Otrzymał stopień kapitana w kawalerii holenderskiej. Choć nic nie wiadomo o jego wcześniejszej karierze wojskowej, zostało udokumentowane, że Johan Hendrik van Weissenburg walczył w ostatnich latach wojny o sukcesję hiszpańską (1701–1713). Pozostał w armii także po podpisaniu pokoju w Utrechcie (1713).
Jego nazwisko jest jeszcze wymienione w spisie oficerów armii holenderskiej z roku 1730. Później o życiu Albicastra nic nie wiadomo. Uważa się, że zmarł krótko po tej dacie.
Postać Albicastra pojawia się w powieści Secretum dwojga włoskich autorów, Rity Monaldi i Francesco Sortiego.

## Twórczość
Albicastro należy do najznakomitszych reprezentantów sztuki muzycznej w XVIII-wiecznej Holandii. Jego dzieło ma bardzo wysoki poziom artystyczny i wywarło znaczny wpływ na rozwój muzyki holenderskiej. Oprócz jednego motetu na sopran i zespół instrumentalny, wszystkie pozostałe utwory przeznaczone są na różne składy instrumentalne. Stanowią etap przejściowy pomiędzy twórczością jego poprzednika Carolusa Hacquarta (ok. 1640–1701) i późniejszymi kompozytorami, jak Willem de Fesch (1687–1761), Pieter Hellendaal (1721–1799), Unico Wilhelm van Wassenaer (1692–1766) czy przybyły z Włoch Pietro Locatelli (1695–1764; w Amsterdamie od 1729). 

## Znane utwory
- Il giardino armonico sacro-profano di dodici suonate in due parti, parte I dell’opera terza continente VI suonate a tre stromenti col basso per l’organo, Brugges, Francesco van Heurck, 1696
- XII Suonate a tre, due violini et violoncello col basso per l’organo, opera prima, Amsterdam, Estienne Roger, 1701
- XII Sonate a violino solo col basso continuo, opera seconda, Amsterdam, Estienne Roger, 1702 (zaginione).
- XII Sonate a violino e violone col basso continuo, opera terza, Amsterdam, Estienne Roger, 1702
- XII Suonate a tre, due violini e violoncello col basso per l’organo, opera quarta, Amsterdam, Estienne Roger, 1702.
  - Wydanie współczesne: 12 sonatas for two violins, cello and keyboard op. 4, ed. Timothy Roberts. Vols. 1-4. London, Grancino, 1987 (Early Ensemble Series 7a–d).
- Sonate a violino solo col basso continuo, opera quinta, Amsterdam, Estienne Roger, 1703.
- Sonate a violino solo e basso continuo, opera sesta, Amsterdam, Estienne Roger, 1704 (zaginione).
- XII Concerti a quatro, due violini, alto, violoncello e basso continuo, opera settima, Amsterdam, Estienne Roger, 1704.
  - Wydanie współczesne: Zwölf Concerti a 4 Op. 7, hrsg. Max Zulauf. Basel, Bärenreiter, 1955 (Schweizerische Musikdenkmaler)
- XII Sonate da camera a tre, due violini e violone col basso per l’organo, opera ottava, Amsterdam, Estienne Roger, 1704.
  - Wydanie współczesne: Zwölf Triosonaten: Op. 8, hrsg. Max Zulauf. Basel, Bärenreiter, 1974 (Schweizerische Musikdenkmaler 10)
- XII Sonate a violino solo col violone o basso continuo, opera IX, Amsterdam, Estienne Roger, 1706.
- Coelestes angelici chori, motet na sopran, 4 instrumenty i bc. - rękopis przechowywany w Royal Conservatory w Brukseli.